# Сайзмор, Крис Костнер
Крис Ко́стнер Са́йзмор (англ. Chris Costner Sizemore; 4 апреля 1927, Эджфилд, Южная Каролина, США — 24 июля 2016) — американка, у которой в 1950-х годах было диагностировано очень редкое психическое расстройство, известное как диссоциативное расстройство идентичности. На основе её случая была написана книга «Три лица Евы» и снят одноимённый фильм.

## Биография
Родилась в Южной Каролине. По её словам, первые симптомы расстройства проявились у неё ещё в 2 года, однако лишь в школьном возрасте она осознала, что с ней происходит нечто странное. Окружающие не верили ей и смеялись над её рассказами о «других девочках», живущих в её теле. Позднее родители всё-таки показали её доктору из-за странных провалов в памяти. Он диагностировал у девочки «необычную форму амнезии».
Уже в зрелом возрасте женщине пришлось обратиться в психиатрическую клинику — одно из её эго-состояний попыталось убить её дочь Тэффи. Первое подозрение пало на шизофрению, но в дальнейшем психиатр Корбетт Зигпен диагностировал у неё диссоциативное расстройство идентичности. В теле Сайзмор сосуществовало более 20 эго-состояний разного возраста и характера. Врачи сначала предложили шоковую терапию, от чего Сайзмор отказалась, и лечение проходило более щадящими методами.
В 1957 году лечащие психиатры Х. Клекли и Зигпен опубликовали о Сайзмор книгу «Три лица Евы», используя псевдоним «Ева Уайт» и не раскрывая подлинное имя пациентки. В том же году книга была экранизирована; Сайзмор получила за продажу прав на свою историю киностудии гонорар в размере 5000 долларов. Исполнительница роли Евы Джоан Вудворд была удостоена премии «Оскар» за лучшую женскую роль. В следующем году Сайзмор под псевдонимом Эвелин Ланкастер опубликовала в соавторстве с Джеймсом Полингом книгу «Незнакомцы в моём теле: последнее лицо Евы» (англ. Strangers in My Body: The Final Face of Eve). В 1977 году Сайзмор совместно с Элен Патилло написала автобиографию «Я Ева» (англ. I'm Eve). Книга была опубликована под её настоящим именем. После обнародования истинной личности «Евы» Сайзмор стала читать лекции, принимать участие в различных конференциях, посвящённых диссоциативному расстройству идентичности, выступать на телевидении. Также она увлеклась рисованием, начала продавать собственные картины. К 1980-м годам она была признана полностью излечившейся.
Многие материалы о жизни Сайзмор, в том числе её письма, дневники, документы, фотографии и видеозаписи хранятся в библиотеке Университета Дьюка. Большинство из них так или иначе связаны с её борьбой против психического расстройства. Записи Сайзмор показывают, что она состояла в активной переписке с психиатрами, самолично готовила материалы для книги о себе, вела дневники для их последующей публикации и собирала всю информацию о выходе книг и фильма, делала соответствующие вырезки из газет.